# Novi Urengói
Novi Urengói (del ruso: Новый Уренгой) es una ciudad situada en el distrito autónomo de Yamalia-Nenetsia (óblast de Tiumén), en el extremo norte de la Federación Rusa. Se encuentra a 450 km al este de Salejard, la capital del distrito. Está a orillas del río Yevo-yaja, un afluente del Pur. La ciudad más cercana es Tarko-Salé a 139 km al sur. Su población ascendía a 118 378 habitantes en 2008. 

## Historia
Novi Urengói fue fundada en septiembre de 1973, después de la apertura del rico yacimiento de gas natural de Urengói. La primera perforación data de 1966, y el proceso de extracción requeriría un centro urbano en las inmediaciones para acoger a los trabajadores. Se construyó un asentamiento con este fin a finales de la década de 1960, a 100 km al este de Urengói. El nombre de la ciudad, en idioma nenezo, significa "aislado, dormido". Obtuvo el estatus de ciudad en 1980, cuando contaba con 16.500. En 2002 la ciudad contaba con 94.456 habitantes más, tras la adhesión a la ciudad de los suburbios de Korotcháyevo (Коротчаево) y Limbiayaja (Лимбяяха) en 2004, la población pasa a 109.108 habitantes en 2005 y 112.500 en 2006.

## Demografía
| 1980   | 1986   | 1989   | 1996   | 2002   | 2008    |
| ------ | ------ | ------ | ------ | ------ | ------- |
| 16 500 | 72 000 | 93 200 | 90 200 | 94 456 | 118 378 |

## Economía
La principal actividad económica de la ciudad es la extracción de petróleo y de gas natural. Uno de los mayores yacimientos de gas natural en el mundo, el yacimiento de Urengói, está situado en las proximidades y existen varios otros yacimientos en prospección. Una gran parte de los habitantes trabaja para las filiales locales de Gazprom: Urengoigazprom, Yamburggazdoycha y Tiumenburggaz.
Novi Urengói está conectada por una línea de ferrocarril a Tiumén, la capital del óblast, Noyabrsk y Nadym. Además dispone de un aeropuerto en las proximidades.
La ciudad tiene dos horas de diferencia horaria con Moscú.